# John Frusciante
John Anthony Frusciante (/fruːˈʃɑːnteɪ/; sinh ngày 5 tháng 3, 1970) là một người chơi guitar, ca sĩ, nhà sản xuất và sáng tác nhạc người Mĩ. Anh nổi tiếng với vai trò là thành viên của rock band Red Hot Chili Peppers, từ 1988 tới 1992, từ 1998 tới 2009 và từ 2019 tới nay. Anh đã ghi âm năm album với nhóm.
Frusciante có một sự nghiệp solo nổi bật với 11 album solo và 5 EP với các phong cách đa dạng từ experimental rock, ambient music tới new wavevà electronica. Năm 2015, Frusciante phát hành album theo phong cách acid house dưới nghệ danh Trickfinger. Anh cũng thu âm với rất nhiều nghệ sĩ khác bao gồm the Mars Volta (anh cũng chơi guitar khi thu âm cho nhóm và thỉnh thoảng có trình diễn live) từ 2002 tới 2008; Josh Klinghoffer và Joe Lally trong nhóm Ataxia, anh ghi âm hai album; và rất nhiều lần hợp tác khác với cả Klinghoffer và Omar Rodríguez-López. Anh cũng là nhà sản xuất cho Duran Duran, Wu-Tang Clan, the Mars Volta và Omar Rodriguez Lopez, Swahili Blonde, Black Knights, the Bicycle Thief, Glenn Hughes, Ziggy Marley, Johnny Cash, George Clinton, Johnny Marr và nhiều người khác.
Ở tuổi mười tám, anh gia nhập RHCP, lần đầu tiên xuất hiện trên bìa album của nhóm năm 1989, Mother's Milk. Album tiếp theo của nhóm, Blood Sugar Sex Magik (1991) là một thành công đột phá. Frusciante cảm thấy quá choáng ngợp trước sự nổi tiếng của band và rời nhóm vào năm 1992. Anh thu mình và bước vào một thời kì dài nghiện ma túy, trong thời gian này anh ra mắt album solo đầu tiên: Niandra Lades and Usually Just a T-Shirt (1994) và Smile from the Streets You Hold (1997). Năm1998, anh cai nghiện thành công và trở lại với RHCP. Album tiếp theo, Californication (1999) bán được tới 16 triệu bản. Album của anh  To Record Only Water for Ten Days được ra mắt vào năm 2001. Album thứ tư với Chili Peppers, By the Way phát hành vào năm 2002. Trên đà sáng tạo, Frusciante phát hành tới sáu album solo vào năm 2004;mỗi album lại có cách thu âm và genre khác nhau. 2006 là năm anh ra mắt album cuối cùng với Chili Peppers, Stadium Arcadium. Năm 2009, Frusciante phát hành The Empyrean, có sự tham gia của Flea và Josh Klinghoffer, anh tuyên bố rời khỏi Chili Peppers một lần nữa - tuy nhiên năm 2019 anh đã quay trở lại ban nhạc.
Frusciante được giới phê bình đánh giá cao về kĩ thuật chơi guitar, anh xếp thứ 18 trong danh sách "100 tay chơi guitar vĩ đại nhất mọi thời đại" của Rolling Stone năm 2003 và xếp thứ 72 trong bản danh sách năm 2011.  Anh xếp hạng thứ 42 trong danh sách "50 tay chơi guitar xuất sắc nhất mọi thời đại" của Gibson.Anh được bầu chọn là "Tay chơi guitar xuất sắc nhất trong 30 năm gần đây" trong một cuộc bình chọn của BBC tên là "The Axe Factor". Frusciante được vinh danh tại Đại sảnh danh vọng Rock and Roll với tư cách là thànhviên của RHCP vào ngày 14 tháng 4 năm 2012 nhưng anh không tham gia buổi lễ.

## Tiểu sử

### 1970–1987:Thời thơ ấu
Frusciante sinh ra ở Queens, New York, vào ngày 5 tháng Ba, 1970. Bố của anh, John Sr., là một người chơi piano được đào tạo ở Juilliard và mẹ anh, Gali là một ca sĩ triển vọng nhưng chọn từ bỏ sự nghiệp để làm một người nội trợ. Gia đình Frusciante chuyển tới Tucson, Arizona, rồi Florida, nơi cha anh làm thẩm phán tại Hạt Broward cho tới tận tháng Mười năm2010. Bố mẹ li dị, anh và mẹ chuyển đến Santa Monica, California. Frusciante có nguồn gốc Italia; kị của anh, Generoso Frusciante là dân di cư từ Benevento.
Một năm sau, Frusicante và mẹ chuyển đến Mar Vista, Los Angeles với cha dượng, người anh đã mô tả là "rất ủng hộ tôi và khiến tôi thấy việc trở thành nghệ sĩ là một điều tốt đẹp" Giống như lớp thanh niên bấy giờ, anh cảm thấy gắn bó với làn sóng punk của LA. Chín tuổi, anh say mê Germs, nghe đi nghe lại những đĩa thu âm của họ. Lên mười tuổi, anh tự học cách chơi các bài hát trong đĩa (GI) của Germs.
Frusciante bắt đầu học theo các tay guitar nhưJeff Beck, Jimmy Page, David Gilmour và Jimi Hendrix ở tuổi mười một. Anh khám phá ra  Frank Zappa và nghe hàng giờ liên tục. Frusciante lần đầu tiên biết tới Red Hot Chili Peppers năm 1984 khi người dạy guitar cho anh đến buổi tuyển chọn chơi guitar cho band. Anh bỏ học ở tuổi mười sáu dưới sự đồng ý của cha mẹ. Với sự ủng hộ của họ, anh chuyển tới Los Angeles để theo đuổi sự nghiệp âm nhạc. Anh bắt đầu theo học ở Guitar Institute of Technology nhưng hóa ra anh chỉ ghi danh chứ không học và bỏ không lâu sau đó.

### 1988–1992: Thời kì đầu với Red Hot Chili Peppers
Frusciante lần đầu tiên tham dự một buổi trình diễn của RHCP ở tuổi mười lăm và nhanh chóng trở thành một fan cuồng nhiệt. Anh thần tượng tay guitar Hillel Slovak—thuộc mọi đoạn guitar và bass của tất cả các bài hát của họ. 
Frusciante làm bạn với tay trống cũ của Dead Kennedys, D. H. Peligro vào đầu năm 1988. Họ thường jam với nhau và Peligro mời Flea (tay chơi bass của RHCP) tới chơi cùng. Frusciante và Flea nhanh chóng cảm thấy kết nối và Flea sau này có nói rằng đó có lẽ là những ngày anh nghĩ ra đoạn bass riff cho  "Nobody Weird Like Me". Cũng vào khoảng thời gian này, Frusciante định gia nhập Frank Zappa nhưng đổi ý do Zappa cấm dùng mọi chất gây nghiện. Frusciante nói, "Tôi nhận ra rằng mình muốn trở thành một rock star, chơi thuốc và được nhiều cô gái theo đuổi, nếu tham gia Zappa thì tôi không thể làm vậy được."
Slovak chết do dùng quá liều heroin năm 1988 và tay trống của  RHCP, Jack Irons, không thể chịu đựng nổi với cái chết của Slovak đã rời nhóm. Chỉ còn lại Flea và Anthony Kiedis,bộ đôi quyết định tiếp tục. Họ chọn Peligro chơi trống và  DeWayne "Blackbyrd" McKnight, tay chơi của của P-Funk, chơi guitar. Tuy vậy McKnight không có sự kết nối với nhóm. Flea đề nghị Frusciante, người gây ấn tượng mạnh cho anh vì những gì Frusciante biết về RHCP. Flea và Kiedis chơi thử và cùng đồng ý rằng anh là sự lựa chọn hợp lí nhất thay thế cho McKnight. Khi Flea gọi điện cho Frusciante thông báo anh được tham gia vào Chili Peppers, Frusciante sung sướng; anh chạy quanh nhà và la hét ầm ĩ. Anh đang xem xét việc tham gia Thelonious Monster và đã chơi với họ được vài tuần nhưng lời mời bất ngờ từ Chili Peppers đã thay đổi mọi thứ.
Tuy nhiên Frusciante không quen với lối chơi funk của RHCP: "Thật sự thì tôi không chơi funk trước khi tham gia nhóm. Tôi học mọi thứ cần thiết từ Flea và Hillel, tôi rẽ ngang vậy đấy." Vài tuần sau khi các thành viên đã ổn định, Peligro lại chơi không tốt do vẫn dùng ma túy và bị sa thải. Ngay sau đó, Chad Smith được chọn làm người chơi trống mới và nhóm bắt đầu ghi âm album đầu tiên với các thành viên mới, Mother's Milk  vào năm 1989. Frusciante tập trung vào việc mô phỏng phong cách của Slovak hơn là áp dụng phong cách riêng của mình. Nhà sản xuất  Michael Beinhorn không đồng ý và muốn anh chơi theo hướng heavy metal, điều hoàn toàn không thấy ở ba bản thu âm trước của nhóm. Frusciante và  Beinhorn thường xuyên tranh cãi về tone và layering cho guitar, Beinhorn thắng thế do Frusciante cảm thấy áp lực trước kiến thức về phòng thu của Beinhorn. Kiedis nói "[Beinhorn] muốn John chơi guitar với phong cách metal, to và khô khốc trong khi chúng tôi luôn chơi với một chút funky, sexy và uyển chuyển."
Chili Peppers hợp tác với nhà sản xuất Rick Rubin cho album thứ hai của họ với Frusciante, Blood Sugar Sex Magik. Rubin cho rằng họ nên ghi âm theo cách mới, ông đề nghị họ dùng một biệt thự cổ ở Hollywood Hills và cả nhóm đồng ý. Frusciante, Kiedis và Flea sống cô lập trong suốt thời gian ghi âm. Frusciante và Flea thường hút cần sa với nhau. Cũng trong khoảng thời gian này, Frusciante bắt đầu hợp tác với Flea và tay trống của Jane's Addiction, Stephen Perkins dưới cái tênThe Three Amoebas. Họ ghi âm được khoảng mười tới mười lăm giờ nhưng chưa từng công bố.
Blood Sugar Sex Magik thành công rực rỡ khi phát hành vào ngày 24 tháng Chín, 1991. Nó đạt vị trí thứ ba trên bảng xếp hạng Billboard  và bán được mười ba triêụ bản sao trên toàn thế giới. Thành công bất ngờ biến RHCP thành các rock star. Frusciante choáng ngợp trước sự nổi tiếng này, anh phải vật lộn để quen với nó. Ngay sau khi phát hành album, anh bắt đầu tỏ ý không thích sự nổi tiếng của nhóm. Kiedis nói rằng anh và Frusciante thường xuyên cãi nhau ở hậu trường sau mỗi concert, "John sẽ nói, 'Chúng ta quá nổi tiếng. Tôi không cần nổi tiếng thế này. Tôi vẫn thấy tự hào nếu chúng ta chỉ chơi cho những câu lạc bộ nhỏ như mấy anh vẫn chơi ngày trước.'" Frusciante sau này cũng nói rằng, sự nổi tiếng của nhóm là "quá nhanh, quá xa, quá sớm. Mọi thứ dường như xảy ra cùng một lúc và tôi không thể nào chịu được.." Anh bắt đầu cảm thấy số phận bắt mình phải rời khỏi nhóm. Khi Chili Peppers bắt đầu đi world tour, anh bắt đầu nghe thấy những giọng nói trong đầu nói rằng" mình sẽ không thể đi tour được, mình phải rời band ngay bây giờ". Frusciante thừa nhận đã có lúc anh là người theo chủ nghĩa hưởng thụ; tuy nhiên "khi hai mươi tuổi, tôi bắt đầu xem xét nghiêm túc thay vì tiệc tùng và ngủ với phụ nữ. Để cân bằng mọi thứ, tôi phải kiềm mình lại, không làm một rock star nữa." Anh từ chối lên sâu khấu trong một buổi biểu diễn ở Tokyo's Club Quattro ngày 7 tháng Năm, 1992, nói với các thành viên còn lại rằng mình sẽ rời khỏi nhóm. Mọi người khuyên anh nên chơi tiếp nhưng anh về California và sáng hôm sau; "tôi không thể ở lại với nhóm được nữa. Đã đến mức mà kể cả mọi người có muốn tôi ở lại thì tôi vẫn thấy mình bắt buộc phải rời khỏi nhóm. Không phải do bất cứ thành viên hay người quản lí nào cả mà chỉ là mọi thứ phải thế thôi." Anh được thay thế bởi tay chơi guitar cũ của Jane's Addiction, Dave Navarro.
Trong một cuộc phỏng vấn năm 2015, Cris Kirkwood nói rằng sau khi Frusciante rời Chili Peppers năm 1992,anh có tham gia tuyển chọn cho Meat Puppets. Kirkwood nói, "Cậu ấy xuất hiện với cây guitar và đi chân đất. Chúng tôi thuộc một hãng đĩa lớn và vừa mới kí hợp đồng, họ không muốn có rắc rối nên John không thể tham gia dược Cậu ấy tới chỗ bọn tôi sống và chúng tôi đang chuẩn bị chơi thì tôi nói, "Cậu muốn dùng tuner của tôi không? Cậu ấy bảo:"Không, tôi tự chỉnh được." Lệch tông khủng khiếp. Chúng tôi jam nhưng chẳng đến đâu. Có lẽ cậu ấy ở sai chỗ mà nhóm chúng tôi đã chơi với nhau lâu rồi. Việc đã không thành nhưng biết đâu mọi thứ đã khác."

### 1992–1997: Nghiện ma túy
Frusciante bắt đầu dùng ma túy khi đi tour với band bốn năm trước đó. Anh nói khi "phát hiện ra Flea lúc nào cũng phê thuốc khi chơi nhạc, tôi thấy rất muốn dùng chất kích thích.". Không chỉ hút cần sa, anh còn dùng ma túy tới mức sắp nghiện. Khi về California mùa hè năm 1992, Frusciante bước vào thời kì dài bị trầm cảm và thấy cuộc đời mình đã hết, anh không còn có thể viết nhạc hay chơi guitar được nữa. Một thời gian dài anh tập trung vào hội họa, sản xuất bốn track anh thu âm khi còn thu âm Blood Sugar Sex Magik, viết truyện ngắn và kịch bản phim. Để đối mặt với chứng trầm cảm ngày càng nặng, Frusciante dùng ma túy tới mức nguy hiểm tính mạng.  Việc anh dùng ma túy để đối phó với trầm cảm là một quyết định anh tự mình đưa ra: "Tôi thấy rất buồn mà khi dùng thuốc thì tôi thấy hạnh phúc; vậy nên lúc nào tôi cũng dùng ma túy. Tôi không thấy tội lỗi- tôi vẫn thấy tự hào vì mình là một con nghiện." Frusciante thừa nhận thẳng thắn mình là một con nghiện và tin rằng ma túy là cách duy nhất "khiến người ta cảm nhận được vẻ đẹp thay vì để sự xấu xí của thế giới xung quanh làm vấy bẩn tâm hồn mình."
Frusciante phát hành album solo đầu tiên Niandra Lades and Usually Just a T-Shirt, vào ngày 8 tháng Ba, 1994. Dù người ta tin rằng hầu hết các track được thu âm khi anh còn nghiện ma túy ở căn nhà trên Hollywood Hills, Frusciante nói rằng, "Album đó không được thu âm khi tôi nghiện ma túy. Nó chỉ được phát hành khi tôi là con nghiện ma túy."
Nửa đầu của Niandra Lades and Usually Just a T-Shirt được ghi âm ngay sau khi hoàn thành Blood Sugar Sex Magik; nửa sau được hoàn thiện vào cuối năm 1991 và đầu năm 1992 khi anh đi tour. "Running Away Into You" là track duy nhất được thu âm sau khi anh rời RHCP, album mang đậm phong cáchavant-garde Frusciante nói rằng album nên được coi là một bài hát duy nhất thay vì là các bài hát rời rạc. Niandra Lades and Usually Just a T-Shirt  được phát hành bởi hãng đĩa của Rick Rubin, American Recordings. Warner Bros., hãng đĩa của RHCP vẫn có quyền sở hữu album này do những điều khoản trong hợp đồng với RHCP của Frusciante. Tuy nhiên, do anh quá thu mình nên hãng đĩa trao lại quyền cho Rubin, ông phát hành album này dưới sự thúc giục từ những người bạn của Frusciante.
Một bài báo trên tờ New Times LA đã mô tả Frusciante  là" chỉ còn da bọc xương" đang bên bờ vực cái chết do nghiện ngập và nhiễm trùng máu. Hai cánh tay anh đầy sẹo do bị áp xe  từ việc tiêm chích ma túy và cocaine không đúng cách. Anh dành ba năm chỉ ở trong căn nhà tại Hollywood Hills, tường bị lở và phủ đầy những hình graffiti. Trong khoảng thời gian này, bạn của anh là Johnny Depp và Gibby Haynes tới thăm nhà và quay một phim tài liệu ngắn tên là Stuff, mô tả tình trạng khủng khiếp nơi anh sống. Căn nhà sau này bị cháy, anh mất toàn bộ bộ sưu tập guitar cổ và băng thu âm của mình.
Frusciante phát hành album thứ hai, Smile from the Streets You Hold, năm 1997. Track đầu tiên của album, "Enter a Uh", đặc trưng bởi phần lời khó hiểu và những tiếng thét. Frusciante cũng ho rất nhiều khi thu âm, biểu hiện của việc sức khỏe xuống dốc. Chính anh cũng thừa nhận rằng mình phát hành album này chỉ đế có tiền mua thuốc; anh thu hồi album này vào năm 1999. Album đáng chú ý có bản thu "Height Down" với sự góp mặt của River Phoenix.

### 1998–2002: Hồi phục và trở lại với Chili Peppers
Cuối năm 1996, sau hơn năm năm nghiện ma túy, Frusciante quyết định bỏ hẳn. Tuy nhiên anh vẫn không thể ngừng dùng cocaine và rượu. Tháng Một năm 1998, dưới sự thúc giục của người bạn lâu năm Bob Forrest, Frusciante đăng kí vào Las Encinas, một trung tâm cai nghiện ở  Pasadena, để phục hồi hoàn toàn. Khi đến đó, anh được chẩn đoán bị nhiễm trùng miệng nguy hiểm tính mạng và chỉ có thể điều trị triệt để bằng cách nhổ bỏ toàn bộ răng đã bị hỏng và thay thế bằng implant. Anh cũng phải ghép da do hai cánh tay anh bị tàn phá khủng khiếp bởi những ổ áp xe. Khoảng một tháng sau, Frusciante rời khỏi Las Encinas và trở lại xã hội.

Hồi phục hoàn toàn và khỏe mạnh trở lại, Frusciante bắt đầu một lối sống khổ hạnh và tâm linh hơn. Anh thay đổi chế độ ăn, quan tâm hơn về sức khỏe. Thường xuyên tập vipassana và yoga, anh phát hiện ra những thay đổi của việc tự khép mình vào kỉ luật trên cơ thể mình. Để duy trì nhận thức tâm linh và để tập trung hơn vào âm nhạc, Frusciante quyết định tránh xa tình dục và nói rằng,: "Tôi thấy ổn khi không có nó." Tất cả những thay đổi triệt để này khiến anh có cái nhìn hoàn toàn khác về ma túy:
Tôi không cần dùng ma túy. Tôi thấy tỉnh táo hơn nhiều nhờ động lực mà người ta có được khi dồn hết tâm trí mình làm điều mình thực sự yêu thích. Tôi không còn nghĩ đến việc dùng ma túy nữa, một việc hoàn toàn ngu ngốc. Khi tập trung vào việc trở thành một nghệ sĩ giỏi hơn, ăn uống lành mạnh và tập yoga, tôi thấy mình còn hạnh phúc hơn nhiều lần so với hồi còn nghiện ma túy. Lúc này tôi là người hạnh phúc nhất trên đời. Tôi không còn gặp rắc rối nữa và tôi rất tự hào, mọi người chắc không hiểu tôi tự hào cỡ nào đâu. Điều tuyệt vời là có thế đối mặt với cuộc đời mà không phải trốn tránh sau ma túy; không cần phải giận dữ với những người yêu thương mình. Có nhiều người sợ việc đánh mất mọi thứ nhưng đâu cẩn phải sợ nếu như tự bản thân mình quyết định sẽ từ bỏ chúng. 

Dù đã từng nghiện ngập, Frusciante không coi đó là thời ki đen tối trong cuộc đời mình. Anh coi đó là thời kì tái sinh, anh tìm thấy chính bản thân mình và có thời gian để suy nghĩ thông suốt. Frusciante ngừng tập yoga do vấn đề về lưng nhưng vẫn cố gắng thiền hàng ngày.
Đầu năm 1998, Red Hot Chili Peppers sa thải tay chơi guitar Dave Navarro và đang trên bờ vực tan rã. Flea nói với Kiedis, "cách duy nhất tôi thấy có thể tiếp tục là John quay lại với chúng ta." Khi Frusciante đã cai nghiện và khỏe mạnh, Kiedis và Flea nghĩ rằng đã đến lúc thích hợp mời anh quay trở lại. Flea đến thăm anh ở nhà và mời anh quay lại, Frusciante khóc và nói "không có điều gì trên thế giới này khiến tôi hạnh phúc hơn nữa." Với Frusciante trở lại chơi guitar, Chili Peppers bắt đầu ghi âm album mới, Californication, released in 1999. sự trở lại của Frusciante là yếu tố quyết định âm thanh của RHCP cũng như tinh thần của nhóm. Anh mang tới sự cống hiến hết mình cho âm nhạc và có ảnh hưởng lớn lên phong cách của nhóm khi thu âm. Frusciante thường nói rằng Californication là album ưa thích của mình.
Trong suốt world tour của Californication, Frusciante tiếp tục sáng tác và sau này phát hành trong album solo thứ ba của mình To Record Only Water for Ten Days. Album có phong cách khác hoàn toàn những album trước đó, ít mang tính dòng-ý- thức và avant-garde hơn. Tuy nhiên, phần lời vẫn rất khó hiểu và âm thanh được thu âm ở chất lượng thấp. Quá trình viết và sản xuất  To Record Only Water for Ten Days hiệu quả và nhanh chóng hơn nhiều so với các bản thu trước đó. Album không theo phong cách alternative rock mà anh chơi cho RHCP trong Californication, tập trung nhiều hơn vào electronic và  new wave. Ngoài chơi guitar, Frusciante còn chơi synthesizer; một điều đặc biệt của bản thu này.
Năm 2001, Frusciante bắt đầu ghi âm album thứ tư với RHCP, By the Way (2002); anh coi đây là khoảng thời gian hạnh phúc nhất của đời mình. Anh cũng nói rằng album đã cho mình cơ hội "viết được những bài hát hay hơn". Khi thu âm By the Way, anh cũng sáng tác những bài hát sau này có mặt trong album Shadows Collide with People, cũng như nhạc phim cho The Brown Bunny. Ý định của anh là mô phỏng cách chơi guitar của Johnny Marr, John McGeoch và Andy Partridge. Anh muốn nghe những người "không chỉ kĩ thuật tốt mà còn có texture tốt," hay "những người chọn hợp âm hay". Album đánh dấu sự thay đổi của Frusciante về mối quan hệ với cách thành viên của Chili Peppers, anh coi cả nhóm là một khối thống nhất chứ không phải bốn con người riêng rẽ.

### 2002–2007: The Mars Volta, các bản thu năm 2004 vàStadium Arcadium
Frusciante viết và thu âm nhiều bài hát trong và sau khi đi tour By the Way.Tháng Hai 2004, anh bắt đầu một dự án với Joe Lally của  Fugazi và Josh Klinghoffer, gọi là Ataxia. Nhóm chơi với nhau trong hai tuần, ghi âm khoảng 90 phút. Sau hai ngày trong phòng thu, họ chơi hai show ở Knitting Factory, Hollywood, và dành thêm hai ngày nữa trong phòng thu trước khi tan rã. Cuối năm đó, năm bài hát được Frusciante sáng tác xuất hiện trong soundtrack củaThe Brown Bunny.
Frusciante phát hành album solo thứ tư, Shadows Collide with People vào ngày 24 tháng Hai, 2004. Album này có sự góp mặt của những người bạn của anh, bao gồm Klinghoffer, Smith và Flea của RHCP. Tháng Sáu 2004, anh thông báo sẽ phát hành sáu bản thu âm trong vòng sáu tháng: The Will to Death, Automatic Writing của Ataxia, DC EP, Inside of Emptiness, A Sphere in the Heart of Silence và Curtains. Cùng với việc phát hành Curtains Frusciante ra mắt video đầu tay của năm 2004 cho bài hát "The Past Recedes". Anh muốn các bản thu được sản xuất thật nhanh và tiết kiệm trên băng analog, tránh mọi thiết bị phòng thu hiện đại và sự hỗ trợ của máy tính. Frusciante nói, "Sáu bản thu này được thu âm trong sáu tháng khi tôi về nhà sau khi đi tour với Chili Pepper một năm rưỡi. Tôi đã lên danh sách những bài mình có, khoảng bảy mươi bài. Mục tiêu của tôi là thu âm được càng nhiều càng tốt khi tôi còn được nghỉ ngơi. Khoảng thời gian này tôi nghĩ mình đã viết được những bài hát hay nhất, các album sẽ bao gồm cả những bài mới và cũ. Chắc chắn đây là khoảng thời gian sung sức nhất của tôi."

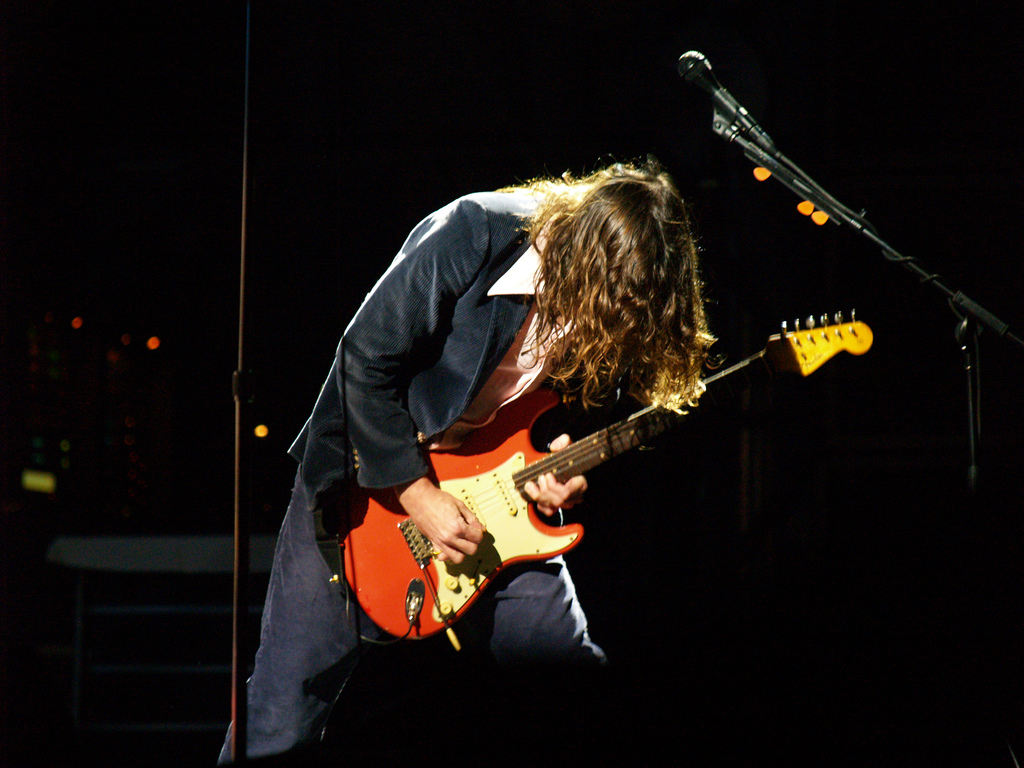
Frusciante với Red Hot Chili Peppers năm 2006

Đầu năm  2005, Frusciante bước vào phòng thu để thu âm cho album thư năm và cũng là cuối cùng với RHCP, Stadium Arcadium. Có thể thấy tiếng guitar của anh nổi bật toàn bộ album, anh cũng hát đệm trong hầu hết các track. Dù vẫn theo đuổi phong cách "less is more",, anh bắt đầu dùng 24 track mixer để tạo hiệu ứng tối đa. Khi chuyến soạn, anh kết hợp nhiều âm thanh, phong cách chơi, vừa có phong cách funk như trong Blood Sugar Sex Magik và melodic như trong By the Way. Anh cũng thay đổi cách chơi, solo nhiều hơn và viết bài hát từ những lần jam. Trong một phỏng vấn với Guitar World, Frusciante giải thích cách anh viết guitar solo cho album Stadium Arcadium hoàn khác so với các album trước đó. Trong Blood Sugar Sex Magik và Californication, Frusciante có ý tưởng sẵn về các đoạn chơi solo. Còn trong  Stadium Arcadium, hầu hết các đoạn guitar solo đều là do anh phóng tác. Có nhiều nhận xét cho rằng Hendrix ảnh hưởng mạnh mẽ lên những đoạn solo, chính Frusciante cũng xác nhận điều này. Anh cũng dùng nhiều hiệu ứng cho guitar và chơi nhiều nhạc cụ như synthesizer và mellotron. Anh làm việc với Rubin trong quá trình viết vòng hợp âm, thay đổi hòa âm và kĩ thuật chơi.
Frusciante bắt đầu hợp tác với người bạn Omar Rodríguez-López và nhóm của anh ta, The Mars Volta,anh chơi guitarr và các phần electronic của bài hát "Cicatriz ESP" trong album De-Loused in the Comatorium. Anh cũng chơi các đoạn guitar solo trong album năm 2005 album của họ Frances the Mute. Năm 2006, anh giúpThe Mars Volta hoàn thành album thứ ba Amputechture,anh chơi guitar bảy trong số tám track của album. Đổi lại, Rodriguez-Lopez cũng chơi một vài đoạn solo trong các album của Frusciante cũng như là khách mời trong album Stadium Arcadium.

### 2007–2009: Rời bỏ Red Hot Chili Peppers vàThe Empyrean
Ataxia phát hành album thứ hai và cuối cùng, AW II năm 2007. Sau tour Stadium Arcadium (đầu tháng Năm 2006 tới cuối tháng Tám 2007), Red Hot Chili Peppers agreed bước vào thời kì nghỉ ngơi. Đầu năm 2008, Anthony Kiedis cuối cùng cũng xác nhận nguyên nhân là do sự mệt mỏi vì làm việc liên tục kể từ Californication. Frusciante rời nhóm vào ngày 29 tháng Bảy, 2009, nhưng không thông báo cho tới tận tháng Mười Hai năm  2009, hai tháng sau khi nhóm chấm dứt thời kì nghỉ ngơi vào tháng Mười năm 2009 và bắt đầu ghi âm album mới với Josh Klinghoffer là người chơi guitar mới.
Album solo thứ mười của Frusciante, The Empyrean, được phát hành vào ngày 20 tháng Một 2009 qua hãng đĩa Record Collection. Bản thu âm là một concept album được sản xuất vào khoảng giữa tháng Mười Hai 2006 và tháng Ba 2008. The Empyrean  có sự tham gia của Flea, Josh Klinghoffer và tay chơi guitarcủa Smiths,  Johnny Marr, cũng như các khách mời khác bao gồm Sonus Quartet và New Dimension Singers. Frusciante nói: "Tôi thấy thật sự hạnh phúc với bản thu âm này, tôi nghe nó rất nhiều lần để cảm nhận khía cạnh psychedlic của nó," anh gợi ý rằng album "nên được bật càng lớn càng tốt và hợp nhất là nghe trong phòng tắt đèn vào ban đêm."

### 2010–2019: Chuyển sang dòng nhạc điện tử

#### Hợp tác với Omar Rodriguez-Lopez và được vinh danh tại Đại sảnh Danh vọng Rock and Roll
Frusciante tiếp tục hợp tác với Omar Rodríguez-López. Cùng với việc chơi guitarr cho các album phòng thu của The Mars Volta', The Bedlam In Goliath và Octahedron, các album solo của Rodríguez-López, Se Dice Bisonte, No Búfalo và Calibration (Is Pushing Luck and Key Too Far), anh cũng là nhà sản xuất cho bộ phim đầu tay do Rodríguez-López đạo diễn, The Sentimental Engine Slayer. Bộ phim ra mắt tại Rotterdam Film Festival vào tháng Hai 2010. Trong quá trình làm  phim, Frusciante và  Rodríguez-López phát hành hai bản thu vào tháng Năm 2010. Bản thu đầu tiên là album Omar Rodriguez-Lopez & John Frusciante, một album chỉ có hai người và album thứ hai,Sepulcros de Miel, gồm bốn người,Rodríguez-López, Frusciante, Juan Alderete và Marcel Rodríguez-López.
Frusciante cũng viết nhạc cho phim tài liệu Little Joe, dựa trên cuộc đời của Joe Dallesandro. Năm 2009, Frusciante xuất hiện trong phim tài liệu, "The Heart is a Drum Machine." Đoạn phỏng vấn dài bốn lăm phút của anh được phát hành trong phiên bản DVD.
Ngày 7 tháng Mười Hai, 2011, Red Hot Chili Peppers được vinh danh vào Đại sảnh Danh vọng Rock and Roll 2012. Trong bài phỏng vấn cùng ngày hôm đó, Anthony Kiedis có nói về việc liệu Frusciante có tham gia buổi lễ hay không. Kiedis nói, "Tôi chỉ phỏng đoán thôi. Tôi thì không thể nào tưởng tượng được là cậu ấy sẽ đến nhưng mà đâu thể biết trước điều gì. Cũng lâu rồi chúng tôi không nói chuyện với nhau. Tôi cũng không biết dạo này cậu ấy làm gì. Rõ ràng là cậu ấy vẫn được chào mừng nhưng nếu cậu ấy không đến thì cũng không sao." Trong buổi lễ, Flea cũng nói, "Cậu ấy đã để lại cho chúng tôi quá nhiều điều tốt đẹp. Một người chơi nhạc và viết nhạc xuất sắc đã cống hiến quá nhiều cho nhóm nhạc chúng tôi...Cậu ấy thật sự đã đưa chúng tôi lên tầm cao mới.".

#### Chuyển sang electronica
Sau khi rời bỏ RHCP, Frusciante bắt đầu nghiêm túc hơn về ý định sáng tác nhạc electronic. Như anh giải thích trên blog, "Tôi đã bắt đầu học cách lập trình tất cả các nhạc cụ liên quan đến Acid House và các phần cứng khác....Đây là Acid House thử nghiệm của tôi, kĩ thuật chơi rock của tôi chẳng liên quan gì đến việc này cả. Tôi không còn thấy hứng thú với việc viết bài hát theo kiểu truyền thống nữa, tôi thất rất hào hứng trước việc tìm ra những phương thức mới để sáng tạo âm nhạc." Suốt thời kì đó, Frusciante bắt đầu lập một nhóm trio với Aaron Funk và Chris McDonald dưới cái tên Speed Dealer Moms.  EP đầu tiên được phát hành vào tháng Mười Hai 2010 qua hãng Planet Mu Records.
Trong một bài phỏng vấn với Blare Magazine, Omar Rodriguez-Lopez khi được hỏi về tương lai của việc hợp tác với John đã nói, "Có lẽ là trong tương lai còn hiện giờ John đang ở một nơi khác. Anh ấy đang ở một nơi mà không cần phải quan tâm việc liệu mình có tạo ra một sản phẩm âm nhạc hay không. Anh ấy sống với những tiêu chuẩn khác và một triết lí khác, anh ấy không muốn trở thành một phần của việc biến mọi thứ thành sản phẩm. Mà một bản thu âm của Mars Volta thì chắc chắn là sản phẩm âm nhạc rồi".
Frusciante phát hành EP mới vào ngày 17 tháng Bảy17, 2012, với tựa đề Letur-Lefr. Cũng như những bản thu trước, nó được phát hành thông qua hãng Record Collection Music. Được thu âm vào năm 2010, Letur-Lefr không còn thứ âm thanh của guitar như những album trước mà là kết hợp của electronica, pop và hip hop mang tính trừu tượng. Tiếp sau EP này là album PBX Funicular Intaglio Zone vào ngày 25 tháng Chín, 2012. Trước đó, và ngày 16 tháng Tám, anh phát hành miễn phí một bài hát không nằm trong album, "Walls and Doors".
Cách tiếp cận âm nhạc mới của Frusciante nhận nhiều ý kiến trái chiều từ cả người hâm mộ lẫn giới phê bình. Fred Thomas của  AllMusic viết review về PBX Funicular Intaglio Zone: "Sự nghiệp solo của John Frusciante khiến nhiều người thấy khó hiểu...Vấn đề là không nghi ngờ gì Frusciante rất chân thành trong âm nhạc của mình. Tuy thế, rất khó có lời giải thích nào dễ hiểu về những âm thanh này, không nội dung, thay đổi phong cách liên tục những âm thanh chói tai liên tục trong hầu hết các bài hát."
Frusciante phát hành một bài hát tên là "Wayne" vào ngày 7 tháng Tư, 2013 trên website với lời đề tặng dành cho người bạn quá cố, cựu đầu bếp cho RHCP khi họ đi tour, Wayne Forman. Outsides, EP thứ năm, được phát hành ngày 14 tháng Tám 2013 ở Nhật Bản và ngày  27thánng Tám 2013 trên toàn thế giới. Cùng năm đó, anh hợp tác với Wu-Tang dưới cái tên Black Knights (Crisis The Sharpshoota, The Rugged Monk). Medieval Chamber, album thứ hai của Black Knights, được phát hành ngày 14 tháng Một 2014. Tất cả các bài hát được sản xuất bởi Frusciante, anh cũng góp giọng trong một vài track. Frusciante cũng tham gia  Kimono Kult, một dự án âm nhạc có vợ của anh Nicole Turley, Omar Rodriguez-Lopez, Teri Gender Bender (Le Butcherettes, Bosnian Rainbows), nghệ sĩ Laena Geronimo (Raw Geronimo) và tay chơi guitar Dante White (Dante Vs. Zombies, Starlite Desperation). EP debut của họ, Hiding in the Light được Turley sản xuất và phát hành qua hãng đĩa Neurotic Yell vào tháng Ba 2014. Track "Todo Menos El Dolor" được phát hành trên SoundCloud vào ngày 16 tháng Một. Sau khi phát hành "Scratch", một single được thu âm khi anh viết PBX Funicular Intaglio Zone, Frusciante phát hành album thứ mười một, Enclosure, vào ngày 8 tháng Tư, 2014. Tháng Tư 2015, Frusciante phát hành album đầu tiên dưới nghệ danh Trickfinger, allbum cùng tên có phong cách acid house đầu tiên của anh. Trước đó anh cũng phát hành EP, Sect In Sgt dưới cái tên này năm 2012.
Acid Test Records thông báo vào ngày 15 tháng Hai, 2016 rằng Frusciante sẽ phát hành EP theo phong cách electronic vào ngày 16 tháng Tư 2016 có tên là Foregrow. EP được phát hành qua 2016 Record Store Day và bao gồm track có cùng tựa đề, được thu âm cho bộ phim của RZA, The Man with the Iron Fists, và ba track instrumental khác.

#### Phát hành trên các platform âm nhạc
Trong một cuộc phỏng vấn vào tháng Năm 2015, Frusciante nói rằng anh không muốn viết nhạc cho công chúng nữa, anh không có khán giả nào và trong những năm qua, anh thu âm mà không hề có ý định phát hành rộng rãi. Frusciante nói, "Trong một năm rưỡi qua, tôi đã quyết định mình sẽ không viết nhạc cho ai nữa và sẽ không phát hành thêm gì nữa, những thứ tôi viết từ năm 2008 tới 2012. Tôi có cảm giác nếu mình phải nghĩ đến công chúng thì tôi sẽ chẳng học và đạt được thêm điều gì cả.… Lúc này, tôi không có thính giả nào. Tôi viết nhạc mà không hoàn thành hay gửi cho bất cứ ai, do đó tôi sống trong âm nhạc. Âm nhạc trở thành không khí xung quanh tôi. Hoặc là tôi sẽ viết ra thứ âm nhạc tuyệt đẹp như nhạc cổ điển hoặc là tôi sẽ viết nhạc mà tempo sẽ luôn thay đổi, không có giai điệu và nhịp gì cả."
Ngày 24 tháng Mười Một, 2015, Frusciante thông báo anh sẽ phát hành miễn phí các bài hát viết từ 2008-2013 trên trang Bandcamp và SoundCloud chính thức của mình. Anh cũng phản ứng lại trước bài phỏng vấn nói rằng anh sẽ rút lui khỏi ngành công nghiệp âm nhạc, anh cho rằng người ta đã hiểu nhầm ý của mình. Bài thông báo được viết trên trang web hiếm khi update của anh dưới dạng một bức thư mở có tên là "Hello audience," Frusciante viết một bài dài đáp lại người phóng viên đã hiểu nhầm ý anh. Anh viết, "Tôi phải nói cho rõ vài việc. Thường thì tôi không đọc những bài báo viết về mình nhưng tôi có nghe ai đó nói lại, được trích dẫn trên mấy trang web rẻ tiền và viết thành dòng headline, mà tôi nói rằng 'Tôi không có người nghe. Câu này đã bị hiểu sai, không phải là do lỗi của người đã phỏng vấn tôi cho trang Electronic Beats... Rõ ràng là tôi vẫn có người nghe. Tôi biết họ tồn tại và chính họ cũng biết vậy." Anh viết tiếp," Nói cho ngắn gọn thì đáng ra phải là thế này, tại thời điểm này, tôi không hướng tới người nghe cụ thể nào khi tôi viết nhạc."
Ngày 13 tháng Sáu, 2017, Frusciante, dưới cái tênTrickfinger, thông báo sẽ phát hành EP Trickfinger II EP vào ngày 8 tháng Chín, 2017 qua hãng đĩal Acid Test. Sáu bài hát chưa bao giờ anh có ý định phát hành được thu âm vào năm 2007.

### 2019- nay: Lần thứ hai trở lại Red Hot Chili Peppers
Vào ngày 15 tháng Mười hai, 2019, ban nhạc Red Hot Chili Peppers công bố trên Instagram thông tin Klinghoffer đã bị sa thải khỏi ban nhạc và người thế chỗ anh chính là Frusciante. Trong cuộc phỏng vấn với WTF with Marc Maron, Klinghoffer tỏ ra không bất ngờ với quyết định này vì đã biết Flea với Frusciante đã liên lạc và chơi lại với nhau gần đây. Klinghoffer cũng nói anh không đủ khả năng để giao tiếp bằng "ngôn ngữ âm nhạc" - có thể chơi ăn ý với cả ban như cách mà Flea với Frusciante đã từng, và nói: "Đó chắc chắn phải là vị trí của John trong ban nhạc đó... Tôi cảm thấy thực sự hạnh phúc cho anh ấy khi đã quyết định trở lại ban."
Ngày mùng 8 tháng Hai, 2020, Frusciante và RHCP cùng diễn với nhau lần đầu sau gần 13 năm tại lễ tưởng niệm dành cho cố nhà sản xuất phim Andrew Burkle - con trai tỉ phú Ronald Burkle, được tổ chức bởi Tony Hawk Foundation.

## Phong cách âm nhạc
Phong cách âm nhạc của Frusciante thay đổi trong suốt sự nghiệp của anh. Dù không được công nhận cho những tác phẩm guitar đầu tay, những tác phẩm sau này trong sự nghiệp của anh được cả những nhà phê bình âm nhạc và những người chơi guitar đánh giá cao: tháng Mười 2003, anh xếp thứ mười tám trong danh sách "100 tay guitar vĩ đại nhất mọi thời đại" của Rolling Stone. Frusciante cho rằng đó là anh thay đổi phương thức chơi dựa trên các giai điệu được truyền cảm hứng bởi Jimi Hendrix và Eddie Van Halen. Trong những bản thu âm đầu tiên, anh chịu ảnh hưởng bởi punk và new wave. Nói chung, âm thanh mang đậm dấu ấn của guitar cổ. Tất cả những cây guitar anh có, dùng để thu âm và đi tour đều được làm ra  trước năm 1970. Frusciante  sẽ dùng những cây guitar nhất định mà anh thấy phù hợp cho một bài hát. Tất cả những cây guitar anh có trước khi bỏ nhóm lần đầu tiên đã bị cháy khi nhà anh bị cháy vào năm 1996. Cây guitar đầu tiên mà anh mua sau khi trở lại Chili Peppers là một cây guitar màu đỏ 1962 Fender Jaguar.Tuy nhiên, cây guitar anh dùng nhiều nhất là 1962 Sunburst Fender Stratocaster một món quà từ Anthony Kiedis sau khi anh trở lại với Chili Peppers năm 1998.Anh chơi cây guitar này trong mọi album và tour diễn kể từ đó. Anh cũng có một chiếc 1955 Fender Stratocaster, chiếc Strat duy nhất của anh có cổ làm bằng gỗ phong. Chiếc guitar của Frusciante có giá cao nhất là 1955 Gretsch White Falcon, anh dùng hai lần khi đi tour By the Way. Sau đó, anh ngừng dùng nó và nói rằng "không có chỗ cho nó". Anh dùng chiếc  1950s Martin 0–15 để chơi cho hầu hết các phần acoustic.
Sau khi rời Red Hot Chili Peppers, anh chuyển sang dùng Yamaha SG cho các album solo sau này. Dùng Yamaha SG, tôi có thể chơi kết hợp với mọi người chơi khác, kể cả Les Pauls, có cảm giác âm thanh của nó hợp với mọi thứ. [...] Lí do khiến tôi mua nó là những người như Robert Fripp, Mick Ronson, Tony Iommi, và đặc biệt là  John McGeoch của Siouxsie and the Banshees, đều chơi Yamaha SG". Frusciante cũng thường xuyên dùng Roland MC-202 trong các bài hát electronic.
Với Red Hot Chili Peppers, Frusciante hát đệm với giọng falsetto tenor, phong cách anh dùng kể từ Blood Sugar Sex Magik. Anh hoàn toàn thích thú với vai trò hát đệm này trong Chili Peppers và nói rằng hát đệm cũng là "một dạng nghệ thuật thực sự". Dù rất gắn kết với Chili Peppers, anh cảm thấy công việc của mình với nhóm nhạc nên được tách rời hoàn toàn với các dự án solo của mình. Khi trở lại Chili Peppers, Kiedis muốn nhóm nhạc thu âm bài "Living in Hell", một bài hát Frusciante viết vài năm trước đó. Frusciante từ chối, cảm thấy rằng anh cần tự do sáng tạo trong các dự án solo của mình để tránh xung đột với vai trò của mình trong nhóm.

### Kĩ thuật
Kĩ thuật chơi guitar của Frusciante nhấn mạnh vào giai điệu, tông và cấu trúc hơn là độ điêu luyện. Dù vẫn có thể nhận ra sự điêu luyện trong cách chơi của anh, anh nói rằng mình thường xuyên giảm thiểu việc này. Anh cảm thấy những tay chơi guitar bậc thầy không có thay đổi gì nhiều kể từ những năm 1960 và cho rằng những tay chơi guitar của thập kỉ đó là không ai có thể sánh bằng. Lớn lên vào những năm 1980, anh nhận thấy nhiều tay guitar tập trung vào tốc độ. Chính bởi điều này, anh cho rằng kĩ thuật của những tay chơi new wave và punk không được công nhận rộng rãi. Do đó,  anh nhấn mạnh vào kĩ thuật chơi tập trung vào giai điệu như  Matthew Ashman của Bow Wow Wow và Bernard Sumner của Joy Division vì anh cho rằng phong cách của họ không được mọi người công nhận đúng mức. Dù vậy, anh vẫn coi mình là người hâm mộ của những tay chơi guitar thiên về kĩ thuật như Randy Rhoads và Steve Vai, nhưng anh vẫn không muốn mô phỏng theo lối chơi của họ: "Người ta hay nghĩ rằng chơi nhanh hơn thì sẽ tạo ra những kĩ thuật mới hơn nhưng sau đó người ta nhận ra rằng, về mặt cảm xúc thì chẳng có gì mới mẻ thêm cả. Người ta không cảm nhận được thêm gì cả và mọi thứ vẫn y hệt như hồi Hendrix ba mươi năm trước. Những thứ như hồi Vai những năm 80." Tin rằng việc chỉ tập trung vào  "clean tones" là không đúng, Frusciante quan tâm tới lối chơi mà anh gọi là có âm thanh "bụi bẩn". Kết quả là anh bị gọi là "ngược đãi" cây guitar và thường tạo ra những âm thanh bóp méo khi chơi solo. Anh cố gắng phá vỡ mọi ranh giới giữa những lối chơi khác nhau. Anh cho rằng hầu hết phong cách của những tay chơi guitar hiện nay đều không phải là nguyên bản và nhiều tay chơi hiện tại đều là "follow the rules with no risk".
Frusciante nói rằng anh trở nên nghiêm túc hơn với việc sản xuất nhạc electronic vào năm 2007. Anh cải thiện kĩ thuật chơi các nhạc cụ electronin và nói rằng anh cảm thấy thoải mái khi R&B và Hip hop music hòa quyện vào âm nhạc của mình. Anh cũng nói rằng những kĩ thuật mới này ảnh hưởng lên EP Letur-Lefr. PBX Funicular Intaglio Zone được thu âm khi Frusciante đang tìm những cách mới để chơi guitar với thể dạng âm nhạc mới và cách sản xuất mới mà anh vẫn đang tìm tòi. Trên blog của mình, trong "My Recent History," anh viết "PBX là sự thể hiện kết hợp của các phong cách âm nhạc tôi có trong đầu mình nhiều năm về trước mà lúc đó mới chỉ là tiềm năng, khi tôi chưa có cách nào để biến nó thành hiện thực."
Cách tiếp cận với việc sáng tác một album của Frusciante cũng thay đổi. Trong những bản thu âm đầu tiên, anh thích sự không hoàn hảo, nói rằng "ngay cả trong [To Record Only Water for Ten Days] có những lúc tôi hát lạc giọng và guitar lệch tông" Tuy nhiên, với những album sau này như Shadows Collide With People, anh lại làm ngược lại: "Tôi muốn mọi thứ phải hoàn hảo- tôi không muốn cái gì bị lệch hay không khớp hay là không định trước." Frusciante cho rằng viết bài hát cần thời gian và không bao giờ ép buộc mình làm vạy: "Nếu một bài hát muốn đến với tôi, tôi sẵn sàng đón nhận nó, tôi không cố viết làm gì." Hầu hết các sáng tác solo của anh được viết trên guitar acoustic hoặc guitar điện không dùng amplified. Anh cũng thích thu âm trên các băng analog và các thiết bị cũ. Nguyên nhân là do anh tin rằng thiết bị kiểu cũ có thể giúp thu âm nhanh hơn và kĩ thuật thu âm hiện đại có dùng máy tính chỉ gây ảo giác về mặt hiệu quả. Frusciante cố gắng sáng tác liền mạch vì anh nghĩ "âm nhạc trở nên sống động khi người ta tạo ra nó thật nhanh chóng." Anh cũng thích thu âm thật nhanh và tin rằng khi người viết nhạc không thể chịu được áp lực phải thu âm thật nhanh thì sẽ dễ nổi nóng và sa lầy vào chủ nghĩa cầu toàn. Tập trung vào phong cách âm nhạc mới, Frusciante mô tả làm việc với máy tính cũng như một loại nhạc cụ. Anh nói rằng cách anh viết một album cũng thay đổi. Những năm trước, anh viết từng bài hát một nhưng với phong cách "Progressive Synth Pop" mà anh đang theo đuổi. anh thấy phải coi album như một khối thống nhất. Hiện tại anh dùng music tracker Renoise làm Digital audio workstation cùng với drum machines, sequencers, and other hardware, Doepfer, Arp, và nhiều synthesizer modular khác.

### Ảnh hưởng
Ảnh hưởng lớn nhất lên Frusciante là Jimi Hendrix. Sau đó anh xem The Red Hot Chili Peppers (thời điểm đó, nhóm vẫn có chữ The trong tên) trong một concert năm 1985, sau đó thì tay guitar Hillel Slovak trở thành người ảnh hưởng chính lên anh, Frusciante thần tượng Slovak. Dù Hendrix và Slovak hay được coi là hai người ảnh hưởng mạnh nhất, anh cũng được truyền cảm hứng bởi những nghệ sĩ glam rock như David Bowie, T. Rex; cũng như các nghệ sĩ avant-garde như Syd Barrett, Captain Beefheart, The Residents, The Velvet Underground, Neu!, Van der Graaf Generator, Frank Zappa, và Kraftwerk.
Anh học guitar từ Greg Ginn, Pat Smear, và Joe Strummer và nhiều người khác nữa Khi còn trẻ, anh tập trung vào Hendrix, cũng những nhóm như Public Image Ltd., The Smiths và  XTC. Ngoài ra, Frusciante còn bị ảnh hưởng bởi John McGeoch của  Magazine và Siouxsie and the Banshees. "[McGeoch] là một tay chơi guitar tôi muốn mình trở thành. Ông ấy luôn có ý tưởng mới lạ cho mỗi bài hát. Tôi thường chơi phần của ông ấy trong các album của Magazine và Siouxsie & the Banshees như là Juju".
Trong suốt quá trình thu âm Blood Sugar Sex Magik, Captain Beefheart, Lead Belly và Robert Johnson, là những người ảnh hưởng chính. Frusciante nói ca sĩ R&B Brandy là người truyền cảm hứng âm nhạc cho mình và anh ngưỡng mộ giọng hát của cô. Anh cũng nói rằng Brandy là nguồn cảm hứng chính cho phần chơi guitar của mình trong Stadium Arcadium.
Trong Californication và By the Way, Frusciante chơi theo kĩ thuật tạo ra tonal texture và chord pattern từ những tay chơi guitar post-punk như Vini Reilly của The Durutti Column và  John McGeoch, những nhóm như The Smiths, Fugazi và The Cure. Ban đầu anh địnhBy the Way sẽ là những bài hát "punky thô ráp", cảm hứng từ những nghệ sĩ punk thời kì đầu như Germs vàThe Damned. Tuy nhiên, Rick Rubin không khuyến khích việc này, ông muốn có phong cách như Californication. Khi thu âm Stadium Arcadium, anh không còn ảnh hưởng của new wave mà tập trung vào mô phỏng lối chơi guitar của Jimi Hendrix và Eddie Van Halen.
Những tác phẩm solo sau này, anh theo phong cách nhạc điện tử—âm thanh guitar hoàn toàn vắng mặt. Phong cách này của anh bị ảnh hưởng bởi Aphex Twin, Depeche Mode, New Order, The Human League, Ekkehard Ehlers, Peter Rehberg, và Christian Fennesz. Mối quan tâm của anh luôn thay đổi và anh tin rằng nếu không làm vậy thì anh sẽ không còn hứng thú chơi nhạc nữa.

## Cuộc sống riêng tư
Năm 2011, Frusciante cưới Nicole Turley, tay trống và là lead vocal của Swahili Blonde. Ngày 8 tháng Năm, 2015 Turley viết đơn li dị.